# Reba McEntire
Reba Nell McEntire (sinh 28 tháng 3 năm 1955) là một ca sĩ nhạc đồng quê, nhạc sĩ, nữ diễn viên, kiêm nhà sản xuất đĩa người Mỹ. Cô bắt đầu sự nghiệp của mình trong ngành công nghiệp âm nhạc khi là một học sinh trung học hát trong ban nhạc trường trung học Kiowa, trong các chương trình phát thanh địa phương với anh chị em của cô, và tại rodeos. Khi còn là sinh viên năm thứ hai đại học tại Đại học bang Đông Nam Oklahoma, cô đã biểu diễn Quốc ca tại Chung kết Quốc gia Rodeo ở Thành phố Oklahoma và thu hút sự chú ý của nghệ sĩ nhạc đồng quê Red Steagall, người đã đưa cô đến Nashville, Tennessee. Cô đã ký hợp đồng với Mercury Records một năm sau đó vào năm 1975. Cô đã phát hành album solo đầu tiên vào năm 1977 và phát hành thêm năm album phòng thu dưới nhãn hiệu cho đến năm 1983.
Ký hợp đồng với MCA Nashville Records, McEntire nắm quyền kiểm soát sáng tạo album MCA thứ hai của cô, My Kind of Country (1984), có âm thanh đồng quê truyền thống hơn và tạo ra hai đĩa đơn số một: " How Blue " và " Somebody Should Leave". Album mang lại thành công đột phá cho cô, mang đến cho cô một loạt album thành công và đĩa đơn số một trong những năm 1980 và 1990. McEntire đã phát hành 29 album phòng thu, thu được 42 đĩa đơn số một, 16 album số một và 28 album đã được chứng nhận bán vàng, bạch kim hoặc đa bạch kim của Hiệp hội Công nghiệp ghi âm Mỹ. Cô thường được gọi là " Nữ hoàng của nhạc đồng quê ", và cô đã bán được hơn 75 triệu bản trên toàn thế giới.
Vào đầu những năm 1990, McEntire rẽ nhánh sang điện ảnh bắt đầu với năm 1990 Tremors. Kể từ khi cô đã đóng vai chính trong các vở kịch nhà hát Broadway như Annie Get Your Gun (2001) và trên truyền hình cô sitcom Reba (2001-07), mà cô đã được đề cử cho giải thưởng Quả cầu vàng cho hiệu suất tốt nhất bởi một nữ diễn viên trong một Series Truyền hình-Musical hoặc Hài kịch. Kể từ tháng 2 năm 2020, Reba đã trở lại Universal Music Group.